# Église Saint-Jean-Baptiste d'Abbeville
Pour les articles homonymes, voir Église Saint-Jean-Baptiste.
L'église Saint-Jean-Baptiste d'Abbeville est un édifice religieux catholique situé dans le faubourg de Rouvroy, à Abbeville, dans le département de la Somme, en région Hauts-de-France,.

## Historique
La construction de l'église date de la fin du XIXe siècle.

## Caractéristiques

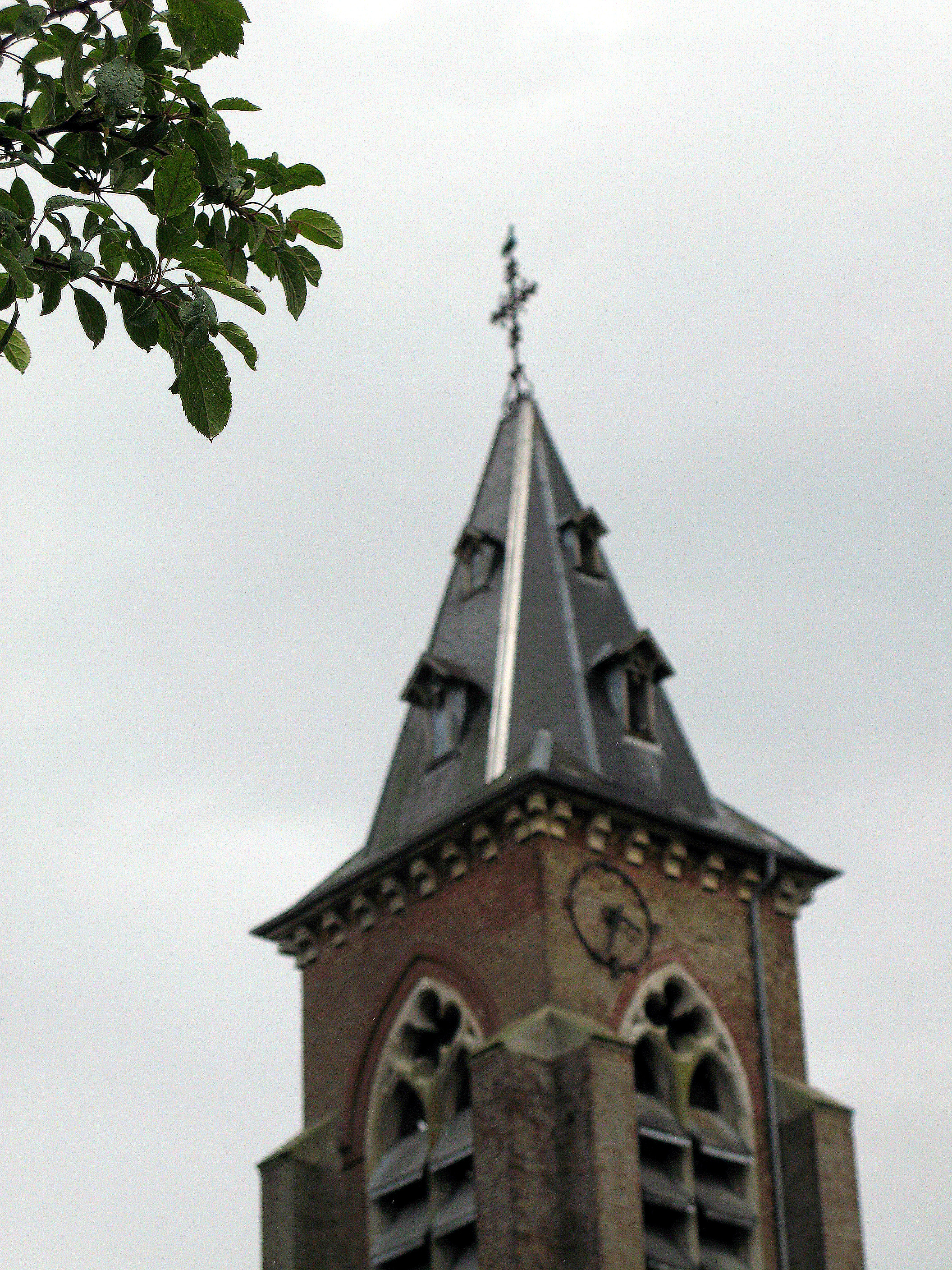
La partie supérieure du clocher, avec l'une des deux horloges excentrées.

L'église Saint-Jean-Baptiste d'Abbeville est construite en briques, dans le style néogothique. Un clocher-porche permet de pénétrer dans la nef.